# Lávka v Kolíně
Lávka pro pěší a cyklisty v Kolíně spojuje Kmochův ostrov s pravým břehem Labe. Navazuje na ocelovou lávku z konce 19. století vedoucí přes kanál mezi levým břehem Labe a Kmochovým ostrovem. Spolu tak vytvářejí úplné přemostění Labe. Stavba lávky byla zahájena v listopadu 2004 a stála 46 mil. Kč. Otevřena byla 2. prosince 2005 slavnostním ohňostrojem.

## Technické parametry
| celková délka     | 220 m                |
| délka přemostění" | 159 m (30 + 99 + 30) |
| šířka komunikace  | 3,5 m                |
| celková plocha    | 770 m2               |
| zatížitelnost     | 0,4 t/m2             |

Visutou lávku rozdělují dva ocelové pylony na tři pole v délkách 30, 99 a 30 metrů. Mostovka je skládaná ze železobetonových segmentů dlouhých 3 metry. Komunikace je v případě potřeby vyhřívána topnými kabely, vytápění se spouští automaticky na základě výstupů teplotně vlhkostních čidel. Spodní úroveň mostovky nad maximální plavební hladinou je 6 metrů. Zatěžovací zkouška byla provedena osmi nákladními automobily o celkové hmotnosti 76 tun.

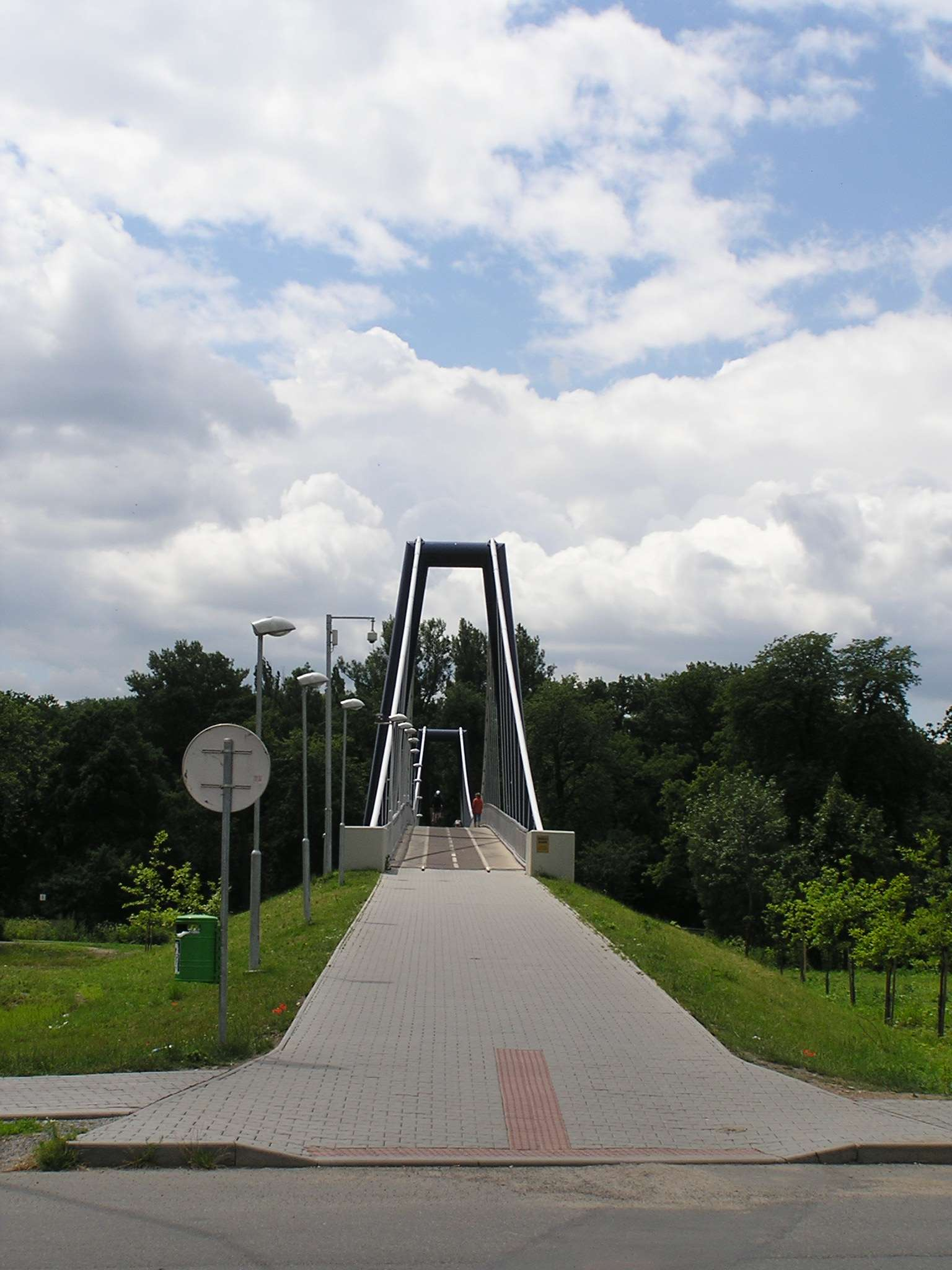
Pohled ze Zálabí
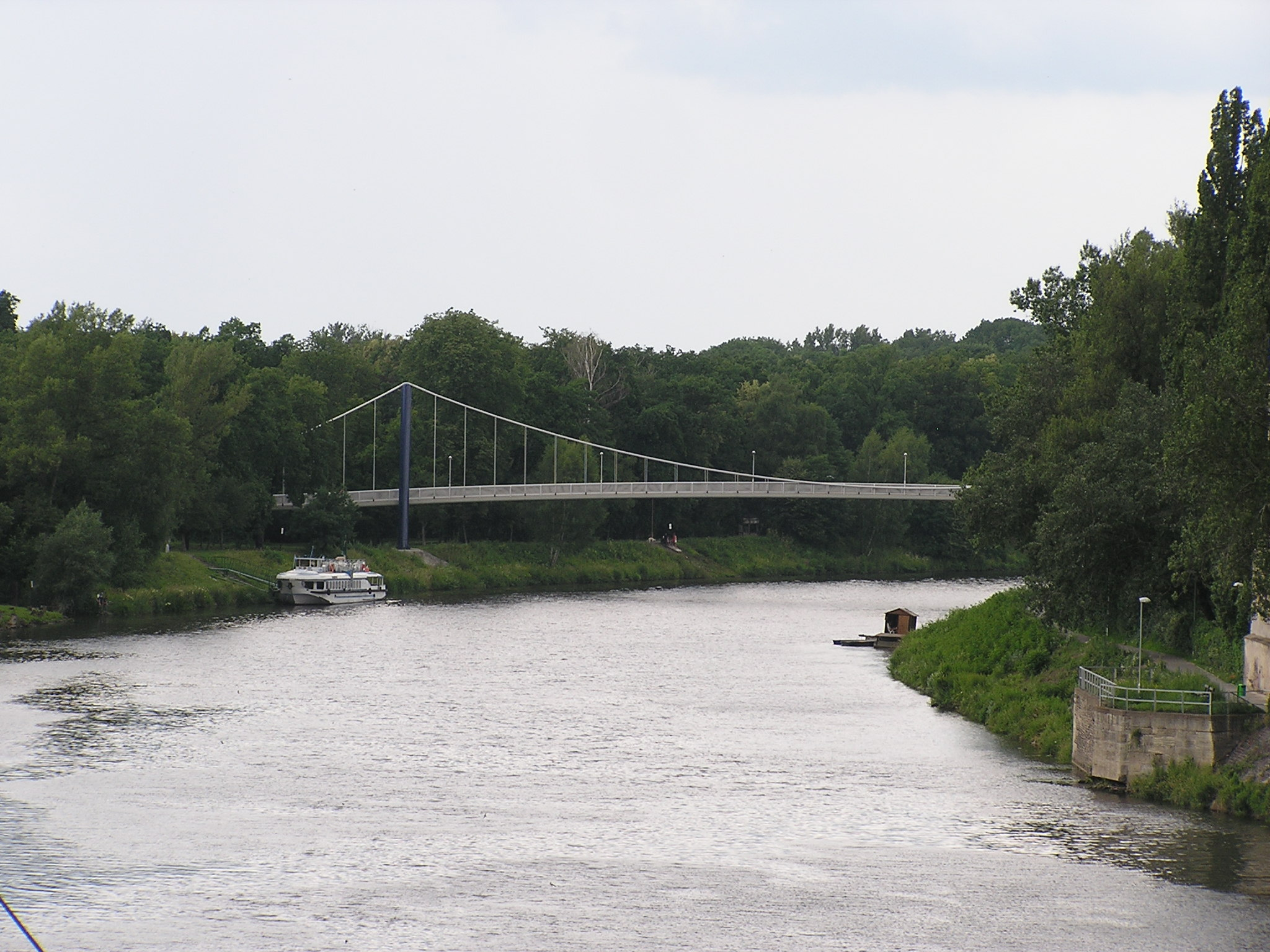
Pohled z Masarykova mostu
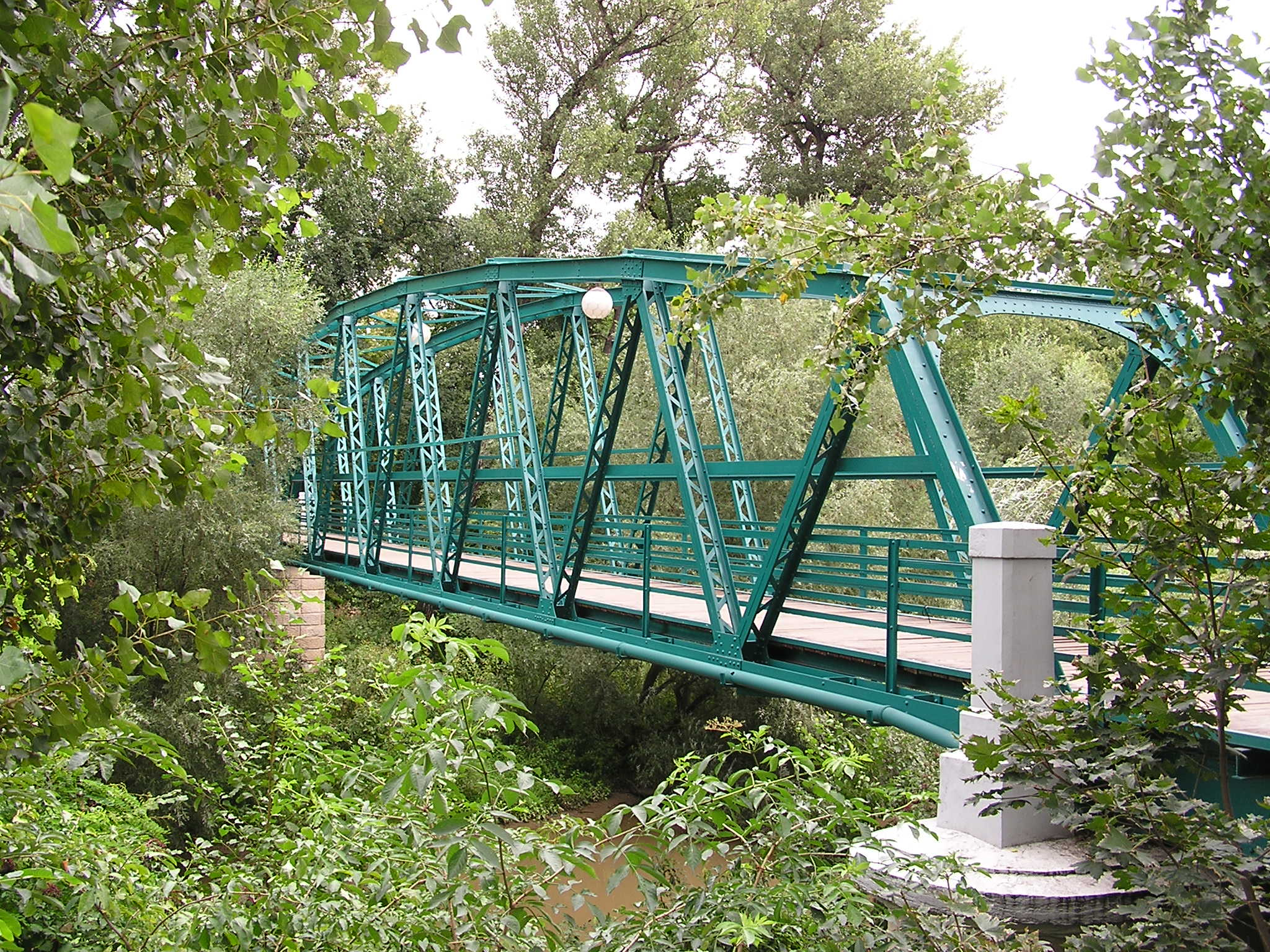
Stará lávka